# Cinnycerthia
Cinnycerthia es un género de aves paseriformes de la familia Troglodytidae nativas de Sudamérica. 

## Especies
Se distinguen las siguientes especies:
- Cinnycerthia peruana (Cabanis, 1873) -- cucarachero peruano[2]
- Cinnycerthia unirufa (Lafresnaye, 1840) -- cucarachero rufo[2]
- Cinnycerthia olivascens[3] Sharpe, 1881 -- cucarachero sepia[2]
- Cinnycerthia fulva[4] (P.L. Sclater, 1874) -- cucarachero fulvo[2]